# Liste der Militärattachés der Deutschen Demokratischen Republik
Die Militärattachés der DDR waren in den ersten Jahren der Existenz der Nationalen Volksarmee der Auslandsabteilung des Ministeriums für Nationale Verteidigung zugeordnet. Im Jahr 1974 wurden sie dem Chef der Militärischen Aufklärung der Nationalen Volksarmee unterstellt. Die folgende Liste beinhaltet eine namentliche Aufstellung aller Militärattaché und deren Gehilfen, die in den Jahren von 1952 bis 1990 für die Deutsche Demokratische Republik im Einsatz waren.
Während des Einsatzes haben sich die Dienstgrade entsprechend der Dienstlaufbahnbestimmungen der Nationalen Volksarmee geändert (Beförderungen). In der Liste sind die jeweils letzten bekannten Dienstgrade genannt.
- Abel, Manfred (Oberst)

1982–1983 Gehilfe des Militärattachés in Syrien
1984–1987 Gehilfe des Militärattachés in Syrien
1989–1990 Militärattaché im Iran
- Adam, Klaus-Dieter (Oberstleutnant)

1982–1985 Gehilfe des Militärattaché in Afghanistan
1986–1990 Militärattaché in der Schweiz
- Arnold, Karli (Oberst)

1974–1976 Gehilfe des Militärattachés in Polen
1977–1981 Militärattaché in Vietnam
1982–1984 Militärattaché in Ägypten
- Audörsch, Manfred (Oberstleutnant)

1975–1977 Gehilfe des Militärattachés in Jugoslawien
1978–1980 Beauftragter des Ministers für Nationale Verteidigung in Libyen
1982–1983 Militärattaché in Kambodscha
- Bahnik, Horst (Oberstleutnant)

1962–1964 Gehilfe des Militärattachés in der UdSSR
- Ballin, Hans-Ulrich (Oberstleutnant)

1984–1988 Militärattaché in Indien
- Barthel, (Generalmajor)

1985–1987 Militärattaché in der UdSSR
- Barthel, Heinz (Oberst)

1974 Praktikant beim Militärattaché in der Tschechoslowakei
1974–1978 Militärattaché in Ungarn
- Bauer, Eberhard (Major)

1957–1959 Militärattaché in der Tschechoslowakei
- Behring, Boris (Oberst)

1964–1966 Gehilfe des Militärattachés in der UdSSR
1966–1970 Militärattaché in Rumänien
1973–1978 Militärattaché in Finnland
- Berndt, Klaus (Oberstleutnant)

1977–1981 Gehilfe des Militärattachés in Polen
1982–1984 Militärattaché im Irak
1984–1987 Militärattaché in Syrien
- Bernhard, Wolfgang (Oberstleutnant)

1977–1979 Gehilfe des Militärattachés in der CSSR
1980–1983 Militärattaché in Afghanistan
- Beutel, Heinz (Oberst)

1958–1961 Militärattaché in Korea
1963–1967 Militärattaché in Ungarn
1969–1974 Militärattaché in der Tschechoslowakei
1985–1989 Militärattaché in der Tschechoslowakei
- Beutling, Horst (Oberst)

1969–1970 Gehilfe des Militärattachés in der UdSSR
1970–1974 Militärattaché in Rumänien
1980–1982 Militärattaché in Kuba, Zweitakkreditierung in Nicaragua
- Biedermann, Bernd (Oberst)

1973–1974 Gehilfe des Militärattachés in China
1979–1982 Gehilfe des Militärattachés in China
1984–1988 Militärattaché in Belgien und Luxemburg
- Böhme, Kurt (Oberst)

1961–1962 Militärattaché in der UdSSR
- Böhme, Winfried (Oberst)

1968–1973 Militärattaché in Vietnam
- Bröske, Lothar (Oberst)

1977–1979 Gehilfe des Militärattachés in Jugoslawien
1980–1984 Militärattaché in Italien
- Brüdgam, Achim (Oberstleutnant)

1984–1988 Gehilfe des Militärattachés im Libanon
1989–1990 Militärattaché in Ägypten
- Creutzinger, Gerald (Oberst)

1984–1990 Militärattaché in Griechenland
- Dämmig, Heinz (Oberstleutnant)

1983–1985 Gehilfe des Militärattachés in Syrien
1988–1990 Militärattaché in Indien
- Daume, Joachim (Oberstleutnant)

1971–1972 Militärattaché in Kuba, Zweitakkreditierung in Nicaragua
- Dietrich, Joachim (Oberst)

1976–1979 Gehilfe des Militärattachés in Finnland
1983–1984 Militärattaché in Kuba, Zweitakkreditierung in Nicaragua
- Draeger, Meinhard (Oberstleutnant)

1989–1990 Militärattaché im Jemen
- Drews, Karl-Heinz (Generalmajor)

1976–1978 Militärattaché in der UdSSR
- Eckert, Siegfried (Oberstleutnant)

1979–1982 Gehilfe des Militärattachés in Jugoslawien
- Eichner, Siegfried (Hauptmann)

1982–1990 Gehilfe des Militärattachés in China
- Eisenblatt, Karl-Heinz (Oberst)

1960–1962 Gehilfe des Militärattachés in Bulgarien
1972–1976 Stellvertreter des Militärattachés in der UdSSR
1978–1982 Militärattaché in Ungarn
- Engels, (Oberst)

1960–1962 Militärattaché in Polen
- Fehlauer, Emil (Fregattenkapitän)

1967–1971 Militärattaché in Kuba, Zweitakkreditierung in Nicaragua
- Fischer, Richard (Generalmajor)

1954–1958 Botschafter der DDR in Nordkorea
1962–1967 Militärattaché in der UdSSR
- Franke, Rolf (Kapitän zur See)

1960–1962 Gehilfe des Militärattachés in Polen
1963–1964 Gehilfe des Militärattachés in der UdSSR
1964–1967 Militärattaché in Kuba, Zweitakkreditierung in Nicaragua
- Franz, Manfred (Major)

1958–1958 Militärattaché in Rumänien
- Friedewald, Karl-Heinz (Oberstleutnant)

1977–1981 Militärattaché in Peru
1983–1984 Militärattaché in Rumänien
- Funk, Günter (Oberstleutnant)

1984–1986 Militärattaché in Schweden
- Gartmann, Hermann (Generalmajor)

1957–1959 Militärattaché in der UdSSR
- Globisch, Bernward (Oberstleutnant, Dipl. rer. mil.)

1985–1988 Militärattaché in Kuba, Zweitakkreditierung in Nicaragua
1988–1990 Militärattaché in Mexiko
- Grahl, Bruno (Oberst)

1971–1972 Gehilfe des Militärattachés in der Tschechoslowakei
1972–1977 Militärattaché in Polen
1982–1986 Militärattaché in Schweden
- Griesbach, Karl (Oberstleutnant)

1965–1969 Militärattaché in der CSSR
- Großmann, Peter (Oberstleutnant, Dipl.rer. mil.)

1979–1982 Gehilfe des Militärattachés in der Tschechoslowakei
1984–1988 Militärattaché in Angola
- Grünberg, Gottfried (Oberst)

1960–1961 Militärattaché in der UdSSR
- Grünberg, Heinz (Oberst)

1965–1970 Gehilfe des Militärattachés in der Tschechoslowakei
1970–1974 Militärattaché in Korea
- Grütz, Werner (Fregattenkapitän)

1974–1978 Gehilfe des Militärattachés in Ägypten
1978–1980 Militärattaché in Algerien
- Gruve, Hans-Joachim (Oberstleutnant)

1984–1988 Militärattachés in Kambodscha
1988–1990 Militärattaché in Algerien
- Günzel, Heinz (Oberstleutnant)

1976–1977 Gehilfe des Militärattachés in der Tschechoslowakei
- Gutte, Karl-Heinz (Oberstleutnant)

1982–1984 Gehilfe des Militärattachés in Schweden
- Haake, Bruno (Oberst)

1957–1964 Militärattaché in Bulgarien
1974 Praktikant beim Militärattaché in Jugoslawien
1974–1979 Militärattaché in Österreich
- Haase, Klaus (Oberst)

1977–1980 Gehilfe des Militärattachés in Österreich
1980–1984 Militärattaché in Belgien und Luxemburg
- Harder, Jürgen (Kapitän zur See)

1973–1975 Gehilfe des Militärattachés in Jugoslawien
1977–1981 Militärattaché in Zypern
1983–1984 Militärattaché in Griechenland
- Häßler, Alfred (Kapitän zur See)

1962–1963 Gehilfe des Militärattachés in China
1974–1975 Praktikant beim Militärattaché in Rumänien
1977–1981 Militärattaché in Mexiko
1981–1983 Militärattaché in Peru
- Heim, Gerhard (Oberst)

1981–1982 Militärattaché in Bulgarien
1982–1984 Militärattaché in Ungarn
- Heindorf, Bernhard (Oberstleutnant)

1971–1973 Gehilfe des Militärattachés in China
1973–1977 Militärattaché in Vietnam
- Herrmann, Rolf (Oberst)

1976–1977 Gehilfe des Militärattachés in Indien
1980–1985 Militärattaché im Jemen
1985–1989 Militärattaché in Ägypten
- Hoffmann, Jura (Oberst)

1973–1974 Gehilfe des Militärattachés in Polen
1974–1975 Militärattaché in Italien
1975–1977 Militärattaché in Kuba, Zweitakkreditierung in Nicaragua
1977–1980 Militärattaché in Indien
1981–1983 Militärattaché in Mexiko
1983–1986 Militärattaché in Österreich
- Hofmann, Klaus Eberhard (Kapitän zur See)

1983–1986 Militärattaché in Mexiko
- Hofmann, Rainer (Oberst)

1975–1978 Gehilfe des Militärattachés in Österreich
1980–1984 Militärattaché in Algerien
- Höntsch, Hans-Steffen (Oberst)

1982–1984 Gehilfe des Militärattachés in Jugoslawien
1985–1989 Militärattaché im Jemen
- Huhn, Heinz (Major)

1958–1962 Militärattaché in Rumänien
- Jakob, Gerhard (Oberst)

1975–1980 Militärattaché in Bulgarien
- Jerominek, Helmut (Oberst)

1983–1989 Militärattaché im Iran
- John, Hans-Joachim (Oberst)

1967–1970 Militärattaché in Vietnam
1975–1980 Militärattaché in Ägypten
1990–1990 Militärattaché in Syrien
- Kahn, Siegfried (Oberstleutnant)

1963–1969 Gehilfe des Militärattachés in Jugoslawien
1969–1974 Militärattaché in Syrien
- Kästner, Rainer (Oberstleutnant)

1982–1986 Gehilfe des Militärattachés in Algerien
- Kalisch, Erich (Oberst)

1962–1967 Militärattaché in Polen
1971–1977 Militärattaché in China
- Kautschur, Tammo (Oberst)

1984–1989 Militärattaché in Algerien
1981–1983 Gehilfe des Militärattachés Oberst Persike
- Kautzsch, Walter (Oberstleutnant)

1960–1961 Militärattaché in Albanien
1962–1965 Militärattaché in China
- Kerzig, Horst (Fregattenkapitän)

1981–1984 Gehilfe des Militärattachés in Rumänien
1985–1990 Militärattaché in Vietnam
- Kiechle, Rolf (Oberst)

 ? – 1970 Gehilfe des Militärattachés in Polen
1970–1975 Militärattaché in Ägypten
1976–1981 Militärattaché in Äthiopien
- Kind, Michael (Oberleutnant)

1982–1986 Gehilfe des Militärattachés in der UdSSR
- Koch, Ernst (Oberstleutnant)

1957–1961 Gehilfe des Militärattachés in der Tschechoslowakei
1962–1964 Gehilfe des Militärattachés in Polen
1964–1967 Militärattaché in Bulgarien
1970–1974 Militärattaché in Jugoslawien
- Koenen, (Major)

1962–1963 Gehilfe des Militärattachés in der UdSSR
- Krüger, Gerhard (Oberst)

1977–1982 Militärattaché in der Tschechoslowakei
1983–1984 Militärattaché in Polen
- Lange, Günter (Oberst)

1985–1987 Gehilfe des Militärattachés in der Schweiz
1988–1990 Militärattaché in Italien
- Lange, Joachim (Oberst)

1974 Praktikant beim Militärattaché in Ungarn
1974–1980 Militärattaché in Belgien
- Lehmann, Günter (Oberst)

1976 Praktikant beim Militärattaché in Jugoslawien
1977–1982 Militärattaché in Schweden
1988–1990 Militärattaché in Finnland
- Leuner, Wolfgang (Oberst)

1976–1978 Militärattaché in Angola und Kongo
- Lindner, Manfred (Oberst)

1967–1972 Militärattaché in Polen
- Litzroth, Werner (Oberst)

1974–1978 Militärattaché in Jugoslawien
- Lohmann, Horst (Kapitän zur See)

1976–1979 Gehilfe des Militärattachés in China
1980–1984 Militärattaché in Korea
1985–1986 Militärattaché in China
- Luderfinger, Richard (Kapitän zur See)

1984 Vorbereitungskader
1985–1990 Militärattaché in Rumänien
- Lumpe, Martin (Fregattenkapitän)

1986–1990 Gehilfe des Militärattaché in Mexiko
- Mäurer, Willy (Oberst)

1969–1974 Militärattaché in Ungarn
1978–1984 Militärattaché in Jugoslawien
- Menzel, Rudolf (Generalleutnant)

1967–1973 Militärattaché in der UdSSR
- Meyer, Hartmut (Oberst)

1978–1982 Gehilfe des Militärattachés in Ungarn
1984–1990 Militärattaché in Jugoslawien
- Mitschke, Werner (Oberst)

1969–1973 Militärattaché im Sudan
1973–1977 Militärattaché in Schweden
1984–1988 Militärattaché in Italien
- Moritz, Bruno (Oberst)

1975–1980 Militärattaché im Jemen
- Müller, Egon (Oberst)

1974 Praktikant beim Militärattaché in China
1975–1980 Militärattaché in Korea
1981–1985 Militärattaché in China
- Müller, Herbert (Oberstleutnant)

1972–1975 Gehilfe des Militärattachés in Syrien
1978–1982 Militärattaché in Syrien
- Müller, Rolf (Oberst)

1959–1962 Militärattaché in Albanien
1963–1967 Militärattaché in Vietnam
1968–1974 Militärattaché in Khmer
1975–1978 Militärattaché in Algerien
- Müller, Rudolf (Oberstleutnant)

1969 Militärattaché in Kambodscha
- Müller, Werner (Oberstleutnant)

 ? Gehilfe des Militärattachés in Vietnam
- Neubert, Reinhard (Fregattenkapitän)

1988–1990 Militärattaché in Angola
- Neumann, German (Oberst)

1973–1975 Gehilfe des Militärattachés in China
1976–1980 Militärattaché in Italien
1983–1985 Militärattaché in Bulgarien
- Neuschulz, (Oberstleutnant)

1989–1990 Gehilfe des Militärattachés in Rumänien
- Newiger, Hartmut (Oberst)

1975–1977 Gehilfe des Militärattachés in Syrien
1987–1990 Militärattaché in Syrien
- Niemand, Werner (Oberst)

1974 Praktikant beim Militärattaché in Ägypten
1974–1979 Militärattaché in Rumänien
1981–1982 Militärattaché in Polen
1982–1985 Militärattaché in der Tschechoslowakei
- Oettel, Eberhard (Oberstleutnant)

1982–1986 Gehilfe des Militärattachés in Mexiko
1986–1988 Militärattaché in Mexiko
- Oldenburg, Günter (Generalmajor)

1982–1985 Militärattaché in der UdSSR
- Papst, Norbert (Oberstleutnant)

1976–1979 Militärattaché in Portugal
1980–1984 Militärattaché in Angola
1984–1985 Militärattaché in der Schweiz
- Paul, Gert (Oberstleutnant)

1980–1982 Gehilfe des Militärattachés in Österreich
- Persicke, (Oberst)

1977–1981 Militärattaché in Polen
- Pfennig, Arthur (Oberstleutnant)

1958–1960 Militärattaché in Polen
- Poch, Günter (Major)

1978–1982 Gehilfe des Militärattachés in der UdSSR
- Raabe, (Oberstleutnant)

1990–1990 Gehilfe des Militärattachés in Syrien
- Rathmann, Harry (Generalmajor)

1964–1970 Militärattaché in Jugoslawien
- Ratzke, Herbert (Oberstleutnant)

1977–1979 Militärattaché in Kuba, Zweitakkreditierung in Nicaragua
1982–1984 Militärattaché in Mosambik
- Reinke, Horst (Oberstleutnant)

1959–1961 Militärattaché in Ungarn
- Richter, Karl-Heinz (Oberstleutnant)

 ? Gehilfe des Militärattachés in Vietnam
- Rodemann, Andreas (Fregattenkapitän)

1979–1982 Gehilfe des Militärattachés in Syrien
1990 Gehilfe des Militärattachés in Syrien
- Rother, Gerhard (Generalmajor)

1978–1982 Militärattaché in der UdSSR
- Schade, Frieder (Oberstleutnant)

1979–1982 Gehilfe des Militärattachés in Finnland
1983–1984 Militärattaché in Finnland
- Schäfer, Hans (Oberst)

1972–1973 Gehilfe des Militärattachés in Ägypten
1973–1977 Militärattaché im Sudan
1980–1982 Militärattaché in Ägypten
- Schäfer, Heinz (Oberst)

1967–1970 Militärattaché in Korea
1979–1984 Militärattaché in der Schweiz
- Schanner, Werner (Fregattenkapitän)

1976–1978 Gehilfe des Militärattachés in Warschau
1978–1981 Militärattachés im Kongo
1989–1990 Militärattaché in Schweden
- Schilde, Boris (Oberstleutnant)

1964–1966 Gehilfe des Militärattachés in der UdSSR
- Schilde, Gerhard (Oberst)

1973–1974 Gehilfe des Militärattachés in Finnland
1974–1979 Militärattaché in der Schweiz
- Schindler, Steffen (Oberstleutnant)

1982–1983 Gehilfe des Militärattachés in Äthiopien
1984 Praktikant beim Militärattaché in Ägypten
1986–1990 Militärattaché in China
- Schmid, (Oberstleutnant)

1958–1962 Gehilfe des Militärattachés in der UdSSR
- Schneider, Rolf (Oberstleutnant)

1984 Militärattaché in Peru
- Schöne, Bernhard (Hauptmann)

1981–1982 Gehilfe des Militärattachés in Äthiopien
- Schönfelder, Joachim (Oberst)

1967–1970 Militärattaché in Ägypten
- Schörnig, Fritz (Oberst)

1959–1965 Militärattaché in der Tschechoslowakei
- Schreiber, Peter (Fregattenkapitän)

1974–1976 Militärattaché in Dänemark (bestätigt, nicht eingesetzt)
- Schröder, Jürgen (Hauptmann)

1982 – ? Gehilfe des Militärattachés in Italien
- Schröter, Joachim (Oberst)

1960–1960 Militärattaché in Polen
1961–1967 Militärattaché in Korea
1971–1977 Militärattaché in China
1979–1983 Militärattaché in Rumänien
- ‘‘‘ Schubert, ???

(Oberstleutnant)
1984–1986 Gehilfe des Militärattachés
- Schulz, (Hauptmann)

1961–1962 Gehilfe des Militärattachés in der Tschechoslowakei
- Schuricht, Dieter (Oberstleutnant)

1982–1985 Gehilfe des Militärattachés in Österreich
1986–1990 Militärattaché in Zypern
- Schwarz, Franz (Oberstleutnant)

1984–1988 Militärattaché in Korea
- Schwerke, Harry (Oberst)

1974 Praktikant beim Militärattaché in Bulgarien
1974–1978 Militärattaché in Syrien, Zweitakkreditierung in Jordanien
1978–1983 Militärattaché in Finnland
- Schwirtz, Ekkehard (Oberstleutnant)

1977–1979 Gehilfe des Militärattachés in Syrien
1981–1984 Militärattaché in Äthiopien
- Seel, Wilfried (Hauptmann)

1982– ? Gehilfe des Militärattachés in Ungarn
- Seyfarth, Bernd (Korvettenkapitän)

1982– ? Gehilfe des Militärattachés in Finnland
- Spakowska, Gerhard (Oberstleutnant)

1967–1969 Militärattaché in Ungarn
- Stern, Wolfgang (Oberstleutnant)

1982– ? Gehilfe des Militärattachés in der Tschechoslowakei
- Taubert, Klaus (Oberstleutnant)

1977–1979 Militärattaché in der Türkei
1979–1983 Militärattaché in Österreich
- Teschner, Johannes (Oberst)

1974 Praktikant beim Militärattaché in Polen
1974–1977 Militärattaché in der Tschechoslowakei
1983–1984 Militärattaché in Afghanistan
- Thomas, Hartmut (Oberstleutnant)

 ? – 1990 Militärattaché in Afghanistan
- Tille, Manfred (Fregattenkapitän)

1982 – ? Militärattaché in Kampuchea und Laos
- Tschier, Wolfgang (Oberst)

1969–1972 Gehilfe des Militärattachés im Irak
1970–1973 Gehilfe des Militärattachés in Syrien
1973–1978 Militärattaché im Irak
1974–1978 Militärattaché in Syrien
1980–1984 Militärattaché in Indien
- Uhlstein, Wolfgang (Oberst)

1976–1976 Praktikant beim Militärattaché in Jugoslawien
1977–1981 Militärattaché in China
- Unterdörfel, Hans (Generalmajor)

1987–1990 Militärattaché in der UdSSR
- Vieweg, Manfred (Oberstleutnant)

1971–1975 Militärattaché in Bulgarien
1986–1986 Militärattaché in Österreich
- Vogt, Hermann (Generalmajor)

1973–1975 Militärattaché in der UdSSR
- Weinhold, Johannes (Oberst)

1957–1961 Militärattaché in China
- Wendt, Karl-Heinz (Oberstleutnant)

1973–1976 Gehilfe des Militärattachés in der Tschechoslowakei
1978–1981 Gehilfe des Militärattachés in Ägypten
1981–1985 Militärattaché im Kongo
- Wiese, Heinz (Oberst)

1969–1973 Militärattaché im Irak
1973–1977 Militärattaché in Indien
1980–1983 Militärattaché im Iran
1988–1990 Militärattaché in Korea
- Wille, Manfred (Korvettenkapitän)

1980–1982 Gehilfe des Militärattachés in Italien
- Witt, Erwin (Oberst)

1960–1963 Militärattaché in Vietnam
1968–1971 Militärattaché in Bulgarien
1976–1980 Militärattaché im Iran
1981–1986 Militärattaché in Zypern
- Winkler, Heinrich (Major)

1957–1959 Militärattaché in der Ungarn
- Wodäge, Werner (Oberst)

1970–1975 Militärattaché in Algerien
1978–1982 Militärattaché im Irak
- Woithe, Helmut (Oberst)

1977–1978 Gehilfe des Militärattachés in Ungarn
1978–1980 Gehilfe des Militärattachés in Indien
1981–1985 Militärattaché in Vietnam
1990–1990 Militärattaché in Moçambique
- Wolf, Peter (Oberst)

 ???? Praktikant beim Militärattaché in der Tschechoslowakei
1985–1988 Militärattaché im Kongo
1988–1990 Militärattaché in Belgien
- Wunder, Roland (Oberst)

1985–1990 Militärattaché in Bulgarien
- Zander, Franz Otto Walter (Oberst)

1963–1966 Militärattaché in Rumänien
- Zeibig, Helmut (Oberst)

1969–1974 Militärattaché im Jemen
- Ziel, Günter (Fregattenkapitän)

1973–1975 Militärattaché in Kuba